# كامبيو دي أريناس
بلدية كامبيو دي أريناس (بالإسبانية: Campillo de Arenas) هي بلدية تقع في مقاطعة خاين التابعة لمنطقة أندلوسيا جنوب إسبانيا.

## الديموغرافيا
بلغ عدد سكان بلدية كامبيو دي أريناس 2.055 نسمة عام 2011 (وفقاً للمعهد الوطني للإحصاء الإسباني).
| 2.291 | 2.221 | 2.054 | 2.026 | 1.985 | 2.094 | 2.055 |

## أعلام
- إيفان سانشيز
- فرنسيسكو موراليس لوماس